# Tanzánia az 1988. évi nyári olimpiai játékokon
Tanzánia a dél-koreai Szöulban megrendezett 1988. évi nyári olimpiai játékok egyik részt vevő nemzete volt. Az országot az olimpián 2 sportágban 10 sportoló képviselte, akik érmet nem szereztek.

## Atlétika
Férfi
| Juma Mnyampanda | 5000 m         | 14:05,09 | 15. | 37. | kiesett | kiesett | kiesett | kiesett | kiesett |         |         |         |
| Boay Akonay     | 10 000 m       | 29:19,06 | 15. | 29. |         |         |         | kiesett | kiesett |         |         |         |
| Juma Ikangaa    | Maraton        |          |     |     |         |         |         | 2:13:06 | 7.      |         |         |         |
| John Burra      | Maraton        |          |     |     |         |         |         | 2:24:17 | 43.     |         |         |         |
| Ikaji Salum     | 3000 m akadály | 9:10,36  | 9.  | 28. | kiesett | kiesett | kiesett | kiesett | kiesett | kiesett | kiesett | kiesett |

| Versenyző      | Versenyszám   | Selejtező | Selejtező | Döntő    | Döntő    |
| Versenyző      | Versenyszám   | Eredmény  | Helyezés  | Eredmény | Helyezés |
| -------------- | ------------- | --------- | --------- | -------- | -------- |
| Zakayo Malekwa | Gerelyhajítás | 67,56 m   | 34.       | kiesett  | kiesett  |

## Ökölvívás
| Versenyző              | Versenyszám  | Selejtező                   | 32-es főtábla                     | Nyolcaddöntő             | Negyeddöntő       | Elődöntő          | Döntő             | Helyezés |
| Versenyző              | Versenyszám  | Ellenfél Eredmény           | Ellenfél Eredmény                 | Ellenfél Eredmény        | Ellenfél Eredmény | Ellenfél Eredmény | Ellenfél Eredmény | Helyezés |
| ---------------------- | ------------ | --------------------------- | --------------------------------- | ------------------------ | ----------------- | ----------------- | ----------------- | -------- |
| Benjamin Mwangata      | Légsúly      | erőnyerő                    | Peter Ayesu (MAW) · 5:0           | Alfred Kotey (GHA) · 0:5 | kiesett           | kiesett           | kiesett           | 9.       |
| Haji Ally              | Harmatsúly   | Ibibongo Nduita (COD) · 2:3 | kiesett                           | kiesett                  | kiesett           | kiesett           | kiesett           | 33.      |
| Rashi Ali Hadj Matumla | Kisváltósúly | Kouassi Kouassi (CIV) · RSC | Vjacsaszlav Janovszki (URS) · RSC | kiesett                  | kiesett           | kiesett           | kiesett           | 17.      |
| Joseph Marwa           | Váltósúly    | Kenny Gould (USA) · 1:4     | kiesett                           | kiesett                  | kiesett           | kiesett           | kiesett           | 33.      |

RSC – a játékvezető megállította a mérkőzést